# Laura Giombini
Laura Giombini (4 de janeiro de 1989) é uma jogadora de vôlei de praia italiana.

## Carreira
Em 2013 ao lado de Daniela Gioria representou seu país na conquista da medalha de bronze nos Jogos do Mediterrâneo de 2013 em Mersin.
Nos Jogos Olímpicos de Verão de 2016 ela representou  seu país ao lado de Marta Menegatti, caindo nas oitavas-de-finais.